# Densidade urbana
A densidade urbana corresponde ao número de habitantes que ocupam determinada área urbana, ou uma parcela dessa área, como um quarteirão, um bairro, um país. Refere-se ao número de pessoas pela unidade de superfície. A densidade urbana indica a média do número total da população de uma área urbana específica, expressa em habitantes por uma unidade de terra ou solo urbano, ou o total de domicílios de uma determinada área urbana, expressa em habitações por uma unidade de terra. Geralmente utiliza-se o km² como unidade de referência quando se trabalha com áreas urbanas Assim, temos a densidade urbana como o número de habitantes (hab.) por km².
A importância do estudo da densidade urbana está relacionada ao planejamento e à gestão das cidades, é a partir dessa definição que temas como saúde, educação, saneamento básico, segurança e infraestrutura serão definidos. Questões como: quantos hospitais são necessários para atender essa população? Quantas escolas? E o saneamento básico? As respostas para essas e tantas outras questões dependem inicialmente do número de habitantes/km².

## Densidade urbana no Brasil
De acordo com dados do IBGE, a densidade urbana do país é de 1517,1 habitantes/km². Os maiores índices são encontrados na Paraíba (3206,9 hab/km²), em Alagoas (3163,7 hab/km²) e no Rio Grande do Norte (2895,1 hab/km²). Já os menores estão no Mato Grosso (334,9 hab/km²), no Tocantins (454,0 hab/km²) e em Roraima (462,3 hab/km²).
Esses dados contrastam bastante com os números da densidade populacional, isto é, número de pessoas pela área total. A densidade populacional do Brasil é de aproximadamente 19,7 habitantes/km². Em termos de estado, temos os maiores índices populacionais no Distrito Federal (353,5 hab/km²), Rio de Janeiro (329,3 hab/km²) e São Paulo (149,2 hab/km²). Os menores se encontram em Roraima (1,4 hab/km²), Amazonas (1,8 hab/km²) e Mato Grosso (2,8 hab/km²).
A distribuição espacial da população brasileira ocorre de forma bastante irregular, para o IBGE, isso é decorrente de um passado que implantou próximo no litoral os primeiros e mais seguros pontos de povoamento. Dentre as áreas urbanas observa-se especial preferência pelos grandes centros econômicos – que potencializam as oportunidades de emprego e educação - e/ou áreas litorâneas, tanto devido à própria história da colonização do país, quanto pelo escoamento de produtos nos portos, a produção pesqueira, o turismo e o lazer.